# Yanjiang
Yanjiang (en chino, 雁江; pinyin, Yànjiāng; Wade-Giles, Yen chiang) es un distrito urbano bajo la administración directa de la ciudad-prefectura de Ziyang. Se ubica en la provincia de Sichuan, centro-sur de la República Popular China.  Su área es de 1632 km² y su población total para 2010 superó el millón de habitantes.

## Administración
Desde octubre de 2022, el  Distrito Yanjiang se divide en pueblos que se administran en 5 subdistritos y 17   poblados.

## Toponimia
El topónimo Yanjiang [/yan-chiáng/] significa literalmente «río Yan (de los ánsares)». Según las Crónicas de Sichuan (四川通志), el río Tuo (沱江) fluye a un Li. al este del condado, a su paso por la zona, recibía el nombre Yan (雁) debido a la presencia de gansos salvajes que migraban por la región.